# 목포임성초등학교
목포임성초등학교는 대한민국 전라남도 목포시 석현동에 있는 초등학교다.

## 학교 연혁
- 1945년 12월 20일 무안군 임성공립국민학교 개교
- 1973년 7월 1일 목포시로 편입
- 1984년 1월 1일 병설유치원 1학급 개설
- 1996년 3월 1일 목포임성초등학교로 개칭
- 2018년 2월 9일 제68회 졸업식(졸업생 5,295명)
- 2019년 1월 9일 제69회 졸업식(졸업생 5,310명)
- 2019년 9월 1일 제25대 양은숙 교장 부임
- 2020년 1월 10일 제70회 졸업식(졸업생 5,322명)

## 학교 상징
- 교화 - 철쭉 : 협동, 정직, 번창
- 교목 - 향나무 : 겸손, 성실, 인내
- 교색 - 녹색 : 안정, 건강, 청결

## 참고 자료
- 목포임성초등학교 - 한국교육학술정보원 학교알리미